# ویوین توماس
ویوین تئودور توماس، زاده ۲۹ اوت ۱۹۱۰ و مرگ به تاریخ ۲۶ نوامبر ۱۹۸۵؛ یک متصدی آزمایشگاه در آمریکا بود.
سرشناسی وی بیشتر مدیون تکمیل یک روش درمان برای مداوای بیماری کبودی نوزاد است که در اثر اختلال عملکرد قلب یا ریه و عدم دریافت اکسیژن کافی در خون عارض می‌شود. ویوین توماس، در دهه ۱۹۴۰ میلادی، در آزمایشگاه پژوهشی دانشگاه وندربیلت، دستیار یک استاد جراح به نام آلفرد بلالک بود. در این آزمایشگاه با مطالعه عوارض مشابه‌ای که بر حیوانات اعمال می‌شد، روش‌های درمان در انسان گسترش یافته و تکمیل می‌شد. ویوین توماس، بعدها به استخدام آزمایشگاه دانشکده پزشکی دانشگاه جانز هاپکینز درآمد و سال‌ها به عنوان سرپرست و راهنمای علمی و عملی آزمایشگاه مشغول خدمت بود.
وجه تمایز ویوین توماس، به عنوان سرپرست و راهنمای آزمایشگاه، این بود که وی در اثر فقر و موانع ناشی از نژادپرستی، از ادامه تحصیل بازمانده، و موفق به اخذ مدارک دانشگاهی نشده بود. با این حال در سال ۱۹۷۶ میلادی، دانشگاه جانز هاپکینز با تقدیم دکترای افتخاری به وی از خدمات مؤثرش در تکمیل روش‌های درمانی و تربیت جراحان جوان، قدردانی کرد. در سال ۲۰۰۳ میلادی، شبکه تلویزیونی پی‌بی‌اس، فیلم مستندی از زندگی وی ساخت؛ و در سال ۲۰۰۴ میلادی، بر اساس زندگی ویوین توماس فیلمی در قالب درام به کارگردانی جوزف سارجنت به پرده درآمد.